# Rhopalomyia japonica
Rhopalomyia japonica är en tvåvingeart som beskrevs av Monzen 1937. Rhopalomyia japonica ingår i släktet Rhopalomyia och familjen gallmyggor. Inga underarter finns listade i Catalogue of Life.